# Hyacinthe Hecquard
Hyacinthe Louis Hecquard (Lisieux, 1er mai 1814 - Beyrouth, 19 octobre 1866) est un explorateur français.

## Biographie
Lieutenant des spahis au Sénégal (1843), il commande le poste de Bakel de 1844 à 1847 et y accueille Anne Raffenel et René Caillié. 
En 1850, il part concilier Soria et Alfaya au Fouta-Djalon, visite Timbo (1851) et les sources du Bafing et de la Falémé. Il atteint ensuite Labé puis la haute Gambie. Il devient ensuite consul de France à Bahia (1853), à Scutari en Albanie (1862) puis à Damas et meurt frappé d'apoplexie foudroyante.

## Travaux
- Rapport sur un voyage d'exploration dans l'intérieur de l'Afrique. Revue coloniale, 2, 8 (mars 1852): 193–223.
- Rapport sur un voyage dans la Cazamance. Revue coloniale, 2, 8 (mai 1852): 409–432.
- Coup d'œil sur l'organisation politique, l'histoire, et les mœurs des Peulhs du Fouta-Dialon. Revue coloniale, 2, 9 (novembre 1852): 319–349.
- Voyage sur la côte et dans l'intérieur de l'Afrique occidentale, Paris, Bénard et compagnie, 1853, 450 p. (lire en ligne)
- Histoire et description de la Haute-Albanie ou Guégarie, 1858
- Géographie politique et physique de la Dalmatie, 1862
- Mémoire sur le Monténégro, 1865